# Geese
Geese — американський рок-гурт з Брукліну, Нью-Йорк, створений у 2016 році.

## Історія
Гурт сформувався у 2016 році, коли учасники відвідували Brooklyn Friends School і Little Red School House в Нью-Йорку. 
У середній школі гурт репетирував і записував матеріал у підвалі будинку Макса Бассіна у Fort Greene. Оскільки деякі учасники гурту отримали листи про вступ до таких навчальних закладів, як Оберлінський коледж і Музичний коледж Берклі, гурт мав намір припинити діяльність після закінчення середньої школи у 2020 році. Однак ближче до середини 2020 року самостійно створені демо-записи привернули увагу кількох звукозаписних лейблів, зокрема 4AD, Fat Possum, Sub Pop. Зрештою гурт підписав контракт з лейблом Partisan Records.
29 жовтня 2021 року гурт випустив дебютний студійний альбом, Projector. Матеріал для альбому записувався у підвалі Макса Бассіна з кінця 2019 року до початку 2020 року, а зведенням займався Ден Кері (Dan Carey). Альбом отримав схвальні відгуки критиків на сайті Metacritic та середню оцінку 83 зі 100 на основі восьми відгуків критиків. 
Напередодні виходу альбому було випущено три сингли: «Disco», «Low Era» і «Projector».
23 червня 2023 року гурт випустив свій другий студійний альбом, 3D Country. Продюсером виступив Джеймс Форд (James Ford).
Напередодні виходу альбому було випущено чотири сингли: «Cowboy Nudes», «3D Country», «Mysterious Love» і «I See Myself». 
13 жовтня 2023 року гурт випустив мініальбом 4D Country, який містить неопубліковані пісні з сесій запису альбому 3D Country.
22 грудня 2023 року гурт Geese оголосив в соціальних мережах, що гітарист Фостер Хадсон залишає гурт, щоб зосередитися на своїх наукових зусиллях, і що гурт продовжить працювати у складі чотирьох учасників.

## Музичний стиль
Звучання гурту порівнювали з багатьма іншими нью-йоркськими гуртами, а також із сучасними британськими гуртами, такими як Black Midi та Squid.
Їхню музику порівнюють із музикою актора Раяна Ґослінґа (Ryan Gosling).
Джон Долан в дописі для журналу Rolling Stone стверджував, що «Різноплановість [альбому] Projector досить приголомшлива. Ви можете почути нью-йоркських гітарних майстрів дзен, таких як Television, the Feelies і Parquet Courts; 
neo-new wave та денс-панк початку 2000-х років [від гуртів] The Strokes, The Rapture, LCD Soundsystem; 
[вплив гуртів] DNA, Deerhoof, Black Midi;
і навіть prog rock [від гуртів] Touchstone, Yes, Radiohead.»

## Учасники гурту
Поточні
- Кемерон Вінтер (Cameron Winter) — вокал, клавішні (2016 — теперішній час)
- Ем Грін (Em Green) — гітара (2016 — теперішній час)
- Домінік Діджезу (Dominic DiGesu) — бас (2016 — теперішній час)
- Макс Бассін (Max Bassin) — ударні (2016 — теперішній час)

Колишні
- Фостер Хадсон (Foster Hudson) — гітара (2016–2023)

Гастрольні учасники
- Сем Реваз (Sam Revaz) — клавішні, клавіатура (2022 — теперішній час)

## Дискографія

### Студійні альбоми
- Projector  (2021)
- 3D Country (2023)

### Мініальбоми
- 4D Country (2023)

### Сингли
- "Disco" (2021)
- "Low Era" (2021)
- "Projector" (2021)
- "Cowboy Nudes" (2023)
- "3D Country" (2023)
- "Mysterious Love" (2023)
- "I See Myself" (2023)
- "Islands of Men" (2024)